# Eretmopus
Eretmopus is een geslacht van vlinders van de familie spanners (Geometridae), uit de onderfamilie Geometrinae.

## Soorten
- E. ampla (Warren, 1904)
- E. anadyomene (Townsend, 1952)
- E. discissa Walker, 1861
- E. marinaria Guenée, 1857
- E. nereis (Townsend, 1952)
- E. retensa Prout, 1931